# Konsul Strotthoff
Konsul Strotthoff ist ein deutsches Filmmelodram aus dem Jahr 1954. Unter der Regie von Erich Engel spielen Willy Birgel in der Titelrolle sowie Inge Egger und Erik Schumann die Hauptrollen.

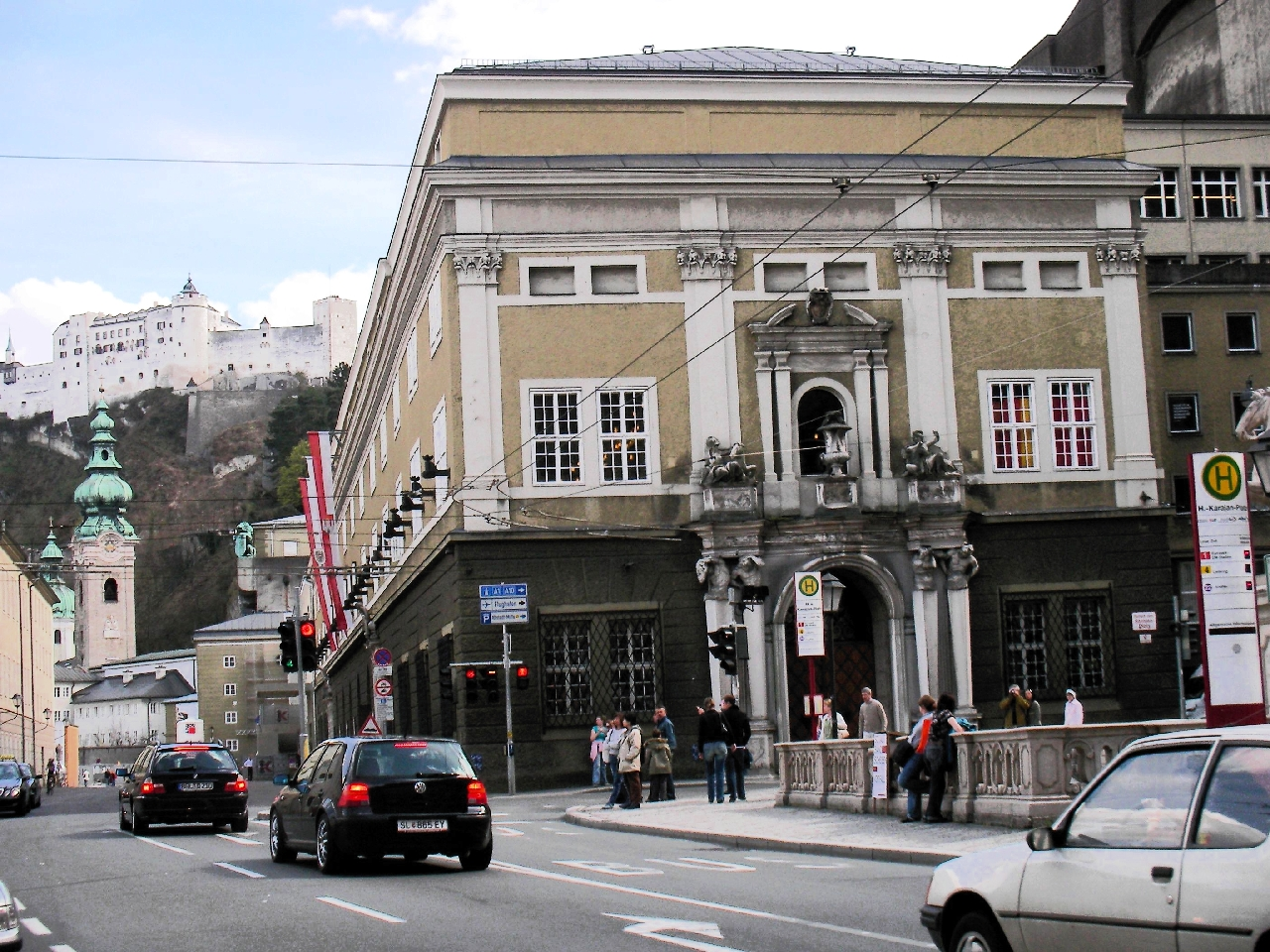
Drehort Festspielhaus in Salzburg

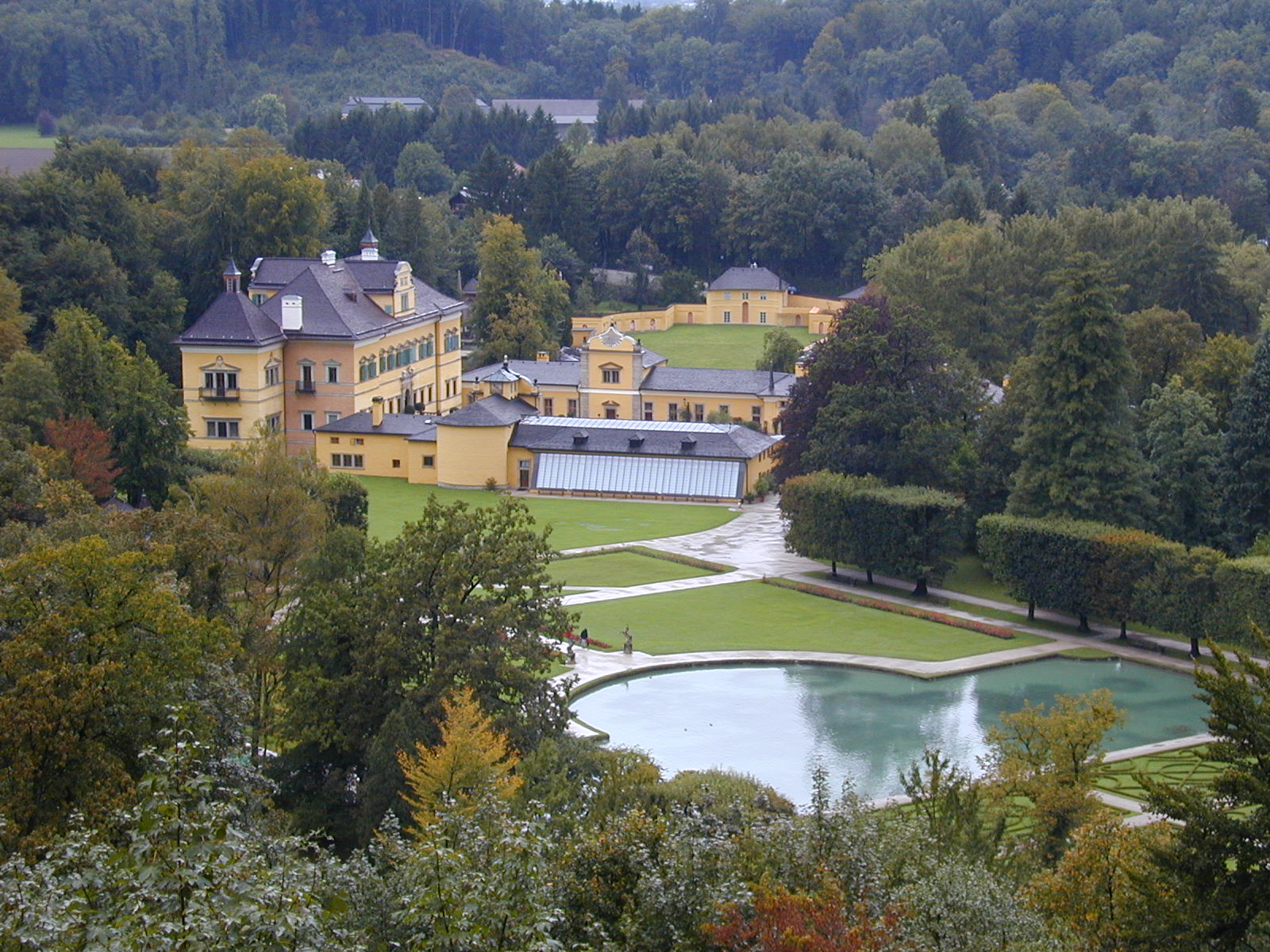
Drehort Schloss Hellbrunn

## Handlung
Der Hamburger Konsul Strotthoff ist ein eleganter Herr in den „besten Jahren“. Kultiviert, angesehen, sehr wohlhabend und von ausgezeichnetem Ruf. Eines Tages lernt er auf einer Reise ins österreichische Salzburg die adrette und deutlich jüngere Musikstudentin Marianne Roedern kennen, die ihm außerordentlich gefällt. Sie zeigt sich gern bereit, ihm gegen ein kleines Entgelt, mit dem sie ihr Musikstudium mitfinanziert, in der Mozartstadt als Fremdenführer zu dienen. Man versteht sich gut und verbringt eine wundervollen Tag. Der alte Konsul, der sich insgeheim mehr erhofft, muss jedoch erkennen, dass Marianne emotional anderweitig gebunden ist. Ihr Freund ist der ein wenig unstete, erratische und eigenwillige Jungmusiker Hans Hellmer, der eine große Karriere als Dirigent anstrebt.
Konsul Strotthoff und Marianne trennen sich schließlich wieder, ohne die Absicht, sich noch einmal wieder zu sehen. Als Hellmer sein erstes bedeutendes Engagement an der Staatsoper in Hamburg antritt, folgt ihm Marianne in den hohen Norden. In der Hansestadt kommt es zur Wiederbegegnung mit dem Konsul, und beide beginnen hier eine Romanze. Marianne ist hin- und hergerissen zwischen dem älteren Herrn und ihrem stürmischen Musikus. Als es beinah zur Trennung von Hans kommt, muss sie sich entscheiden. Schließlich wird festliche Premiere von Carl Maria von Webers Oper Der Freischütz dank Helmers Dirigentenleistung ein großer Erfolg. Marianne weiß nun, dass ihr Platz an der Seite des jungen Künstlers sein wird.

## Produktionsnotizen
Die Dreharbeiten zu Konsul Strotthoff fanden im Frühjahr 1954 in Salzburg (Schloss Hellbrunn, Festspielhaus, Mozarteum) und Hamburg (Außenaufnahmen) statt, die Uraufführung war am 15. Juli 1954 im Hamburger Passagekino.
Dietrich von Theobald und Dieter Wehrand hatten Produktionsleitung, Otto Meyer diente Erich Engel als Regieassistent. Emil Hasler entwarf die von Walter Kutz umgesetzten Filmbauten, Manon Hahn die Kostüme. Bruno Balz schrieb die Texte zu Hans-Otto Borgmanns Musik. 

## Kritiken
„Beklagenswert, daß Erich Engel, einer der Regie-Meister des deutschen Films, sich mit der Politur eines derart dürren Märchens abgab.“
Im Lexikon des Internationalen Films heißt es: „Konventionelles Liebesdrama mit restaurativer Tendenz, das seine verlogene Lebensphilosophie mit säuerlichem Ernst anbietet.“